# Wire (Zeitschrift)
WIRE ist eine Fachzeitschrift in englischer Sprache für die europäische Draht-, Feder-, Formteil- und Kabelindustrie. Sie fördert den Wissensaustausch und die Kontakte zwischen Ausrüstern und Zulieferern, Dienstleistern, Abnehmern und der Forschung. Schwerpunktbranchen sind der Maschinen-, Anlagen- und Fahrzeugbau, die Hersteller technischer Federn auf Basis von Draht sowie die Schiffs-, Flugzeug- und Elektroindustrie.

## Inhalt
WIRE erscheint gedruckt 4 Mal jährlich und per Newsletter alle 14 Tage. Zielgruppe sind Techniker, Ingenieure, Planer und Entscheider rund um die Fertigung und Produktion von Draht, Kabeln, Seilen, Gittern und Gewebe, Federn und Formteilen. Dabei informieren Beiträge aus Industrie und Wissenschaft zu Stand, Trends und Techniken in der Feder-, Draht- und Kabelindustrie. Ergänzt wird durch Meldungen aus den Fachverbänden zu Branchen- und Unternehmensentwicklungen und Berichten zu Produkten für die Draht- und Kabel-Herstellung wie auch aus der Branche selbst.

## Mitgliedschaft/Teilnahme
- IWMA (International Wire & Machinery Association)
- ICFG (International Cold Forging Group)
- VDFI (German spring manufacturers Association)
- VDKM (German Association of wire and cable machinery manufacturers)